# Birra Moretti
Birra Moretti war eine italienische Bierbrauerei, die in der norditalienischen Stadt Udine gegründet wurde. Seit 1996 gehört die Marke zur international aufgestellten niederländischen Unternehmensgruppe der Heineken-Brauerei.

## Geschichte
Birra Moretti wurde 1859 von Luigi Moretti als „Fabbrica di birra e ghiaccio“ (Bier- und Eisfabrik) gegründet. Die Brauerei befand sich an der heutigen Via Luigi Moretti. Im Jahr 1860 kam die erste Flasche des Moretti „Flaggschiffs“ Birra Moretti in den Handel. Der Braubetrieb wurde von Udine nach San Giorgio di Nogaro verlagert. 1996 wurde Birra Moretti von Heineken aufgekauft und die Braustätte aufgegeben. Die Brauerei wird heute von Birra Castello betrieben. Die Produktion wurde unter dem alten Markennamen in den anderen italienischen Heineken Brauereien, aber z. B. auch in Chur, fortgeführt. Heute wird Birra Moretti in mehr als 40 Länder exportiert.

## Marken

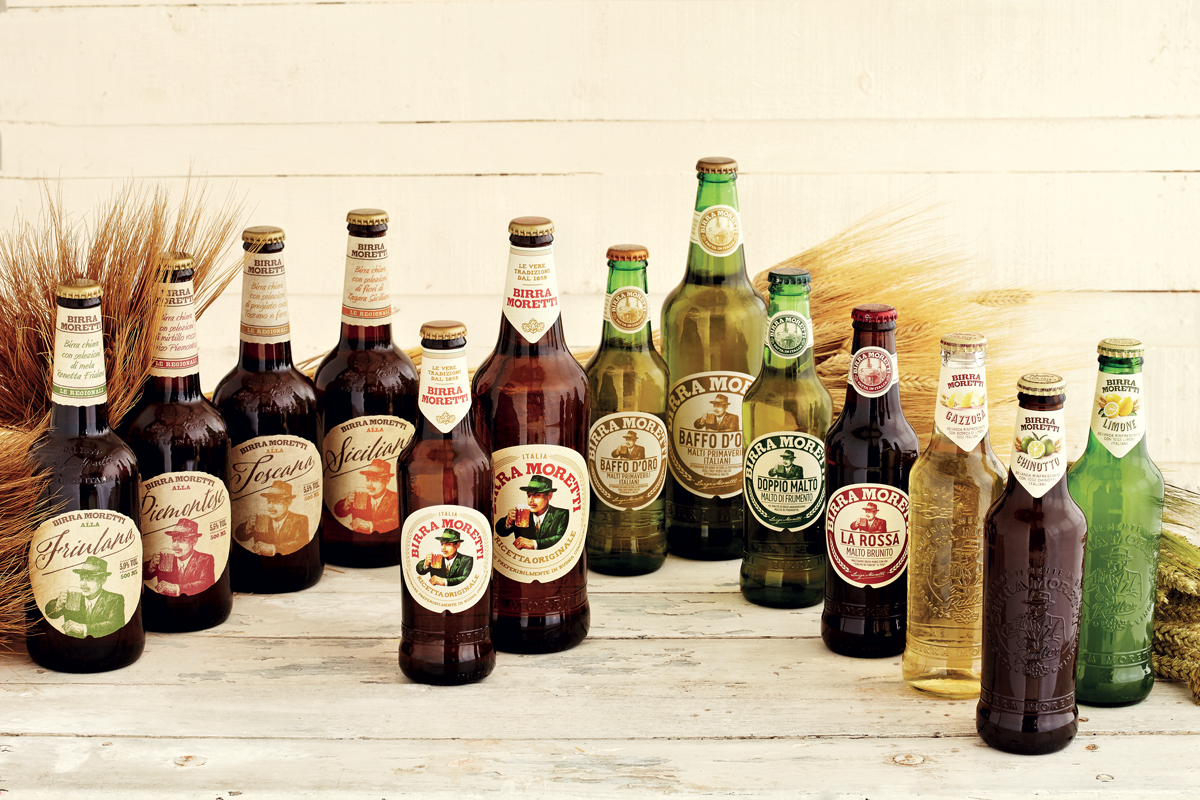
Produktpalette 2015

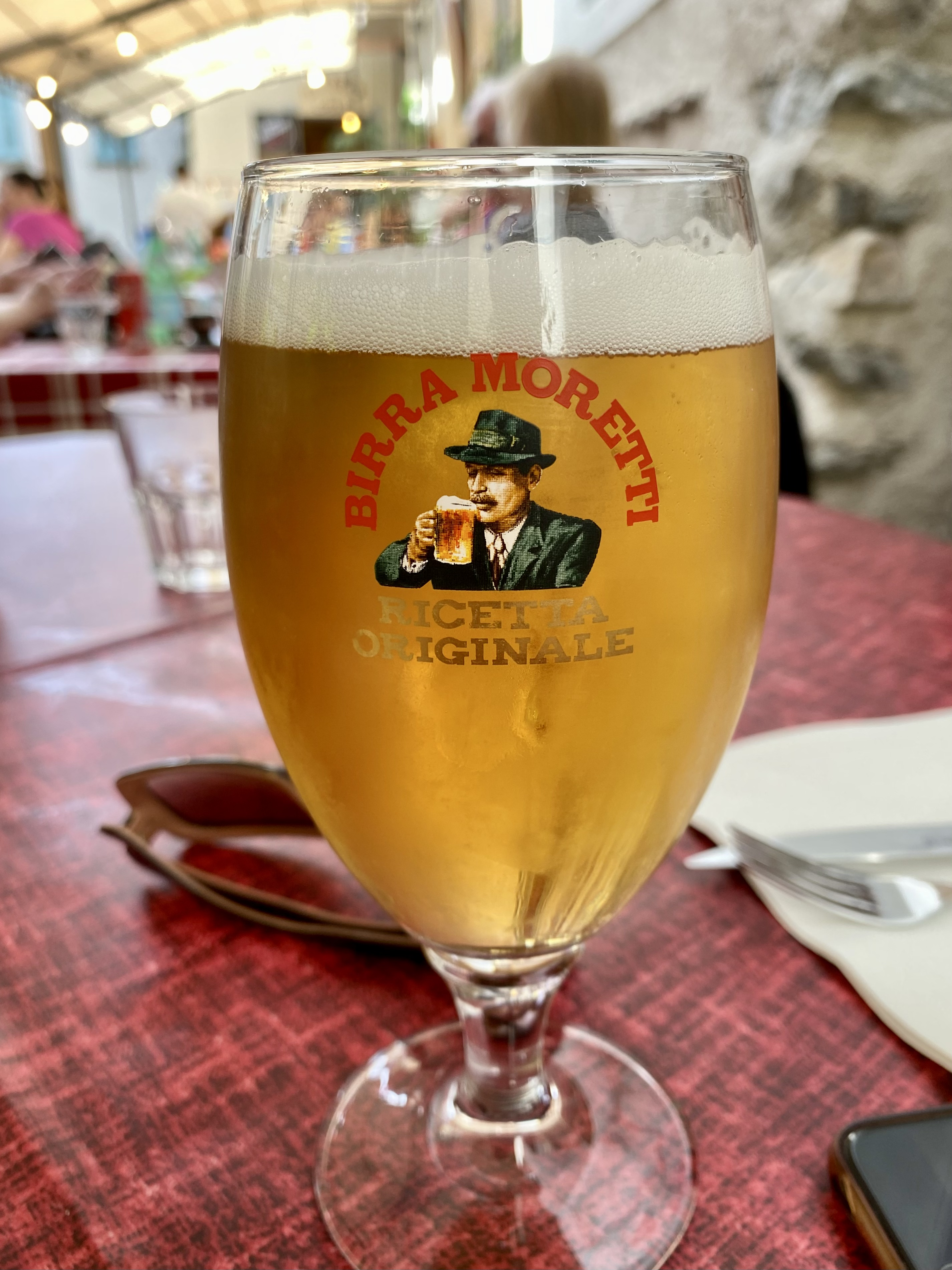
Birra Moretti im Originalglas

Folgende Biere werden Stand 2025 unter dem Namen Birra Moretti angeboten:
- Birra Moretti
- Birra Moretti Baffo d’Oro
- Birra Moretti Filtrata a Freddo
- Birra Moretti Grand Cru
- Birra Moretti IPA
- Birra Moretti La Bianca
- Birra Moretti La Rossa
- Birra Moretti Radler
- Birra Moretti Zero

## Internationale Auszeichnungen
Birra Moretti gewann unter anderem folgende internationale Bierpreise (Auswahl):
- World Beer Cup 2006 (Gold) in der Kategorie: European-Style Pilsener (Birra Moretti)
- World Beer Cup 2006 (Silber) in der Kategorie: Traditional German-Style Bock (Birra Moretti La Rossa)
- World Beer Cup 2012 (Bronze) in der Kategorie: International-Style Lager (Birra Moretti)